# چزاره کانواری
چزاره کانِـواری (ایتالیایی: Cesare Canevari؛ ۱۳ اکتبر ۱۹۲۷ – ۲۵ اکتبر ۲۰۱۲) بازیگر، کارگردان فیلم، فیلم‌نامه‌نویس، تهیه‌کننده فیلم و تدوین‌گر اهل ایتالیا بود.
او کارش را با بازیگری در نقش‌های خرد در فیلم‌ها آغاز نمود و بعدها در سبک‌های گوناگونی از سینما نظیر وسترن اسپاگتی، جالو و ملودرام فیلم ساخت. بیشتر فیلم‌های وی در شهر میلان تصویربرداری و ساخته شد. به او لقب‌هایی چون «نابغه‌ای جلوتر از زمانهٔ خود»، «استاد صاحب سبک سینما» و «یکی از کارگردانان کمتر توصیف‌شدنی سبک ایتالیایی سینما» داده‌اند. وی مابین سال‌های ۱۹۶۴ تا ۱۹۸۳ میلادی، ۹ فیلم کارگردانی کرد. از فیلم‌های او می‌توان به جنایت نفسانی و آخرین اُرجی گشتاپو اشاره کرد.